# Rose McConnell Long
Rose McConnell, coniugata Long (Greensburg, 8 aprile 1892 – Boulder, 27 maggio 1970), è stata una politica statunitense, senatrice per lo stato della Louisiana dal 1936 al 1937.

## Biografia
Nata nell'Indiana, si trasferì da ragazza a Shreveport insieme alla famiglia d'origine. Dopo gli studi lavorò come insegnante in una scuola locale. Nel 1910 prese parte ad un concorso culinario in cui si preparavano torte con un grasso alimentare chiamato Cottolene; la competizione faceva parte di una serie di dimostrazioni promozionali del prodotto e come giudice di gara c'era l'allora venditore porta a porta Huey Long. Rose fu eletta vincitrice del primo premio e tre anni più tardi cedette al corteggiamento di Long sposandolo. La coppia ebbe tre figli, una femmina e due maschi.
Huey intraprese poi la carriera politica con grande successo e divenne un volto popolarissimo del Partito Democratico, fino ad essere eletto governatore della Louisiana e successivamente senatore. Nel corso della loro unione coniugale Rose restò sempre una figura in ombra rispetto al marito, lontana dalle luci della popolarità, tuttavia alla morte di Huey si trovò suo malgrado al centro della scena politica.

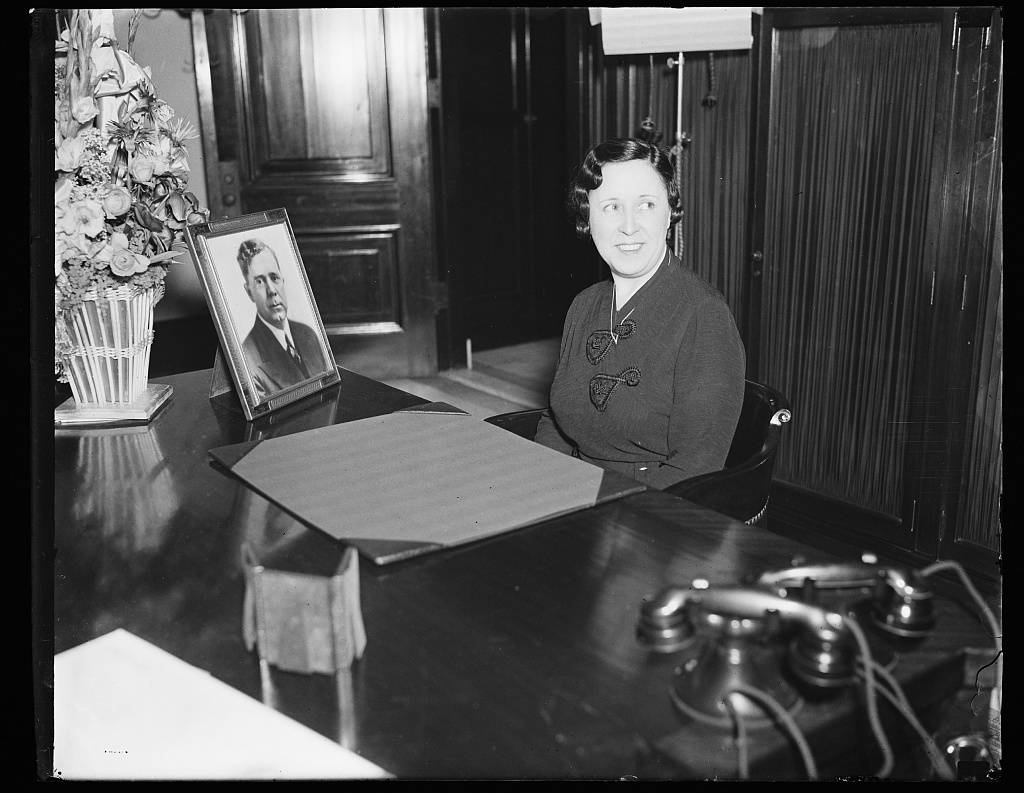
Rose McConnell Long posa accanto alla foto del defunto marito

Quando Huey Long fu assassinato nel 1935, come suo successore al Senato era emerso il governatore in carica Oscar K. Allen, che tuttavia morì improvvisamente prima di poter entrare in carica. Il vicegovernatore James A. Noe, subentrato ad Allen come governatore, si trovò nelle condizioni di dover nominare un sostituto provvisorio che portasse a termine il mandato senatoriale incompiuto di Huey Long; la scelta di Noe ricadde proprio sulla vedova Rose, che assunse la carica alcuni giorni dopo. La signora Long divenne la terza donna ad occupare un seggio all'interno del Senato degli Stati Uniti e per la prima volta nella storia ci furono due donne nell'assemblea, essendo in carica anche Hattie Caraway in rappresentanza dello stato dell'Arkansas.
Entrata in carica, Rose Long dichiarò alla stampa che avrebbe operato in linea con le scelte politiche del marito e che avrebbe fatto quanto in suo potere per aiutare i lavoratori agricoli. Chiese pubblicamente che ci si riferisse a lei non come "la signora Huey Pierce Long", bensì come "Rose McConnell Long". Nell'aprile del 1936 si aggiudicò le elezioni speciali indette per legittimare con il voto il successore del marito e prestò giuramento come senatrice per la seconda volta. Restò in carica fino al mese di gennaio dell'anno seguente, quando le succedette Allen J. Ellender.
Dopo aver lasciato il Congresso, Rose McConnell Long si ritirò a vita privata e si trasferì insieme alla figlia nel Colorado dove morì per un tumore nel 1970, all'età di settantotto anni. Suo figlio Russell seguì le orme paterne e fu anch'egli senatore per diverse legislature.